# Eumerus bequaerti
Eumerus bequaerti är en tvåvingeart som beskrevs av Herve-bazin 1913. Eumerus bequaerti ingår i släktet månblomflugor, och familjen blomflugor.
Artens utbredningsområde är Kongo. Inga underarter finns listade i Catalogue of Life.